# Boston Teapot Trophy
El Boston Teapot Trophy es un premio internacional anual que se otorga al buque escuela a vela que cubre la mayor distancia posible en cualquier parte del mundo en un período de 124 horas entre el 1 de octubre de un año y el 30 de septiembre del siguiente.

## Historia
Tiene sus orígenes en 1964. Después de finalizar la Regata Transatlántica de grandes buques a América, uno de los veleros participantes, con el objetivo de atraer la atención de inversores para financiar su viaje de regreso de Boston a Europa, ideó una nueva competición en la que resultaría triunfadora la embarcación que recorriera la mayor distancia posible a vela.